# Eleições estaduais na Bahia em 1950
As eleições estaduais na Bahia em 1950 ocorreram em 3 de outubro como parte das eleições gerais no Distrito Federal, em 20 estados e nos territórios federais do Acre, Amapá, Rondônia e Roraima. Foram eleitos o governador Régis Pacheco, o senador Landulfo Alves, 25 deputados federais e 60 deputados estaduais.
Na disputa pelo Palácio da Aclamação, a vitória foi do médico Régis Pacheco. Natural de Salvador e diplomado pela Universidade Federal da Bahia, trabalhou na profilaxia da febre amarela e varíola durante a graduação e após a mesma trabalhou numa clínica particular. Simpático a José Joaquim Seabra, apoiou a Revolução Constitucionalista de 1932, foi vereador em Vitória da Conquista, presidente da Câmara Municipal e depois assumiu a prefeitura da cidade no Estado Novo por escolha do interventor Pinto Aleixo, a quem seguiu no ingresso ao PSD. Eleito deputado federal em 1945, participou da elaboração da Constituição de 1946 e foi escolhido candidato a governador da Bahia poucos dias antes do pleito após a morte de Lauro de Freitas num acidente aéreo em Bom Jesus da Lapa, na região do Rio São Francisco.
Na disputa para senador a vitória foi de Landulfo Alves. Engenheiro agrônomo nascido em Santo Antônio de Jesus e formado na Universidade Federal do Recôncavo da Bahia, com especialização em zootecnia nos Estados Unidos, trabalhava no Ministério da Agricultura até ser nomeado interventor federal da Bahia pelo presidente Getúlio Vargas em 1938, permanecendo quatro anos no cargo. Seu retorno à política ocorreu este ano ao conquistar uma cadeira de senador pelo PTB. Com sua morte em 1954, assumiu o suplente, Durval Neves da Rocha, prefeito de Salvador durante a passagem de Landulfo Alves pelo governo baiano.

## Resultado da eleição para governador
Foram apurados 585.252 votos nominais.
| Candidatos a governador do estado | Candidatos a vice-governador | Número | Coligação                                    | Votação | Percentual |
| --------------------------------- | ---------------------------- | ------ | -------------------------------------------- | ------- | ---------- |
| Régis Pacheco PSD                 | Não havia -                  | -      | Coligação baiana (PSD, PTB, PRP, PL)         | 321.168 | 54,88%     |
| Juracy Magalhães UDN              | Não havia -                  | -      | Aliança Democrática (UDN, PR, PSB, PSP, PDC) | 264.084 | 45,12%     |

## Resultado da eleição para senador
Foram apurados 575.729 votos nominais.
| Candidatos a senador da República | Primeiro suplente de senador | Número | Coligação                                    | Votação | Percentual |
| --------------------------------- | ---------------------------- | ------ | -------------------------------------------- | ------- | ---------- |
| Landulfo Alves PTB                | Ver abaixo -                 | -      | Coligação baiana (PSD, PTB, PRP, PL)         | 302.040 | 52,46%     |
| Clemente Mariani UDN              | Ver abaixo -                 | -      | Aliança Democrática (UDN, PR, PSB, PSP, PDC) | 273.689 | 47,54%     |

## Resultado da eleição para suplente de senador
Foram apurados 488.679 votos nominais.
| Primeiro suplente de senador | Candidatos a senador da República | Número | Coligação                                    | Votação | Percentual |
| ---------------------------- | --------------------------------- | ------ | -------------------------------------------- | ------- | ---------- |
| Durval Neves da Rocha PTB    | Ver acima -                       | -      | Coligação baiana (PSD, PTB, PRP, PL)         | 260.255 | 53,26%     |
| Álvaro Silva UDN             | Ver acima -                       | -      | Aliança Democrática (UDN, PR, PSB, PSP, PDC) | 228.424 | 46,74%     |

## Deputados federais eleitos
São relacionados os candidatos eleitos com informações complementares da Câmara dos Deputados.

Representação eleita
  PSD: 9
  UDN: 8
  PR: 4
  PTB: 4

| Deputados federais eleitos | Partido | Votação | Percentual | Cidade onde nasceu | Unidade federativa |
| Manoel Novaes              | PR      | 33.200  |            | Floresta           | Pernambuco         |
| Antônio Balbino            | PSD     | 25.339  |            | Barreiras          | Bahia              |
| Joel Presídio              | PTB     | 23.688  |            | Baixa Grande       | Bahia              |
| Oliveira Brito             | PSD     | 20.799  |            | Ribeira do Pombal  | Bahia              |
| Dantas Junior              | UDN     | 18.575  |            | Salvador           | Bahia              |
| Vieira de Melo             | PSD     | 18.423  |            | Barreiras          | Bahia              |
| Vasco Filho                | UDN     | 17.583  |            | Pitangui           | Minas Gerais       |
| Lafaiete Coutinho          | UDN     | 16.711  |            | João Pessoa        | Paraíba            |
| Nelson Carneiro            | PSD     | 15.719  |            | Salvador           | Bahia              |
| Abelardo Andrea            | PTB     | 15.473  |            | Salvador           | Bahia              |
| Nestor Duarte              | UDN     | 13.872  |            | Caetité            | Bahia              |
| Rafael Cincurá             | UDN     | 13.567  |            | Itaberaba          | Bahia              |
| Luís Viana Filho           | UDN     | 13.386  |            | Paris              | França             |
| Aliomar Baleeiro           | UDN     | 13.325  |            | Salvador           | Bahia              |
| Hélio Cabal                | PR      | 12.767  |            | Salvador           | Bahia              |
| Carlos Valadares           | PSD     | 12.386  |            | Feira de Santana   | Bahia              |
| Aluísio de Castro          | PSD     | 12.103  |            | Salvador           | Bahia              |
| Rui Santos                 | UDN     | 12.080  |            | Casa Nova          | Bahia              |
| José Guimarães             | PR      | 11.729  |            | Salvador           | Bahia              |
| Augusto Viana              | PR      | 11.279  |            | Salvador           | Bahia              |
| Eduardo Catalão            | PTB     | 10.463  |            | Ilhéus             | Bahia              |
| Jaime Teixeira             | PSD     | 10.276  |            | Caetité            | Bahia              |
| Berbert de Castro          | PSD     | 10.237  |            | Ilhéus             | Bahia              |
| Negreiros Falcão           | PSD     | 9.264   |            | Queimadas          | Bahia              |
| Aziz Maron                 | PTB     | 8.568   |            | Itabuna            | Bahia              |

## Deputados estaduais eleitos
Estavam em jogo 60 cadeiras na Assembleia Legislativa da Bahia.

Representação eleita
  PSD: 22
  UDN: 20
  PTB: 8
  PR: 5
  PRP: 2
  PL: 2
  PSB: 1

Fonteː
| Deputados estaduais eleitos        | Partido | Votação | Percentual | Cidade onde nasceu     | Unidade federativa |
| Cícero Dantas Martins              | UDN     | 7.400   |            | Jeremoabo              | Bahia              |
| Osvaldo Velloso Gordilho           | PSD     | 7.354   |            | Salvador               | Bahia              |
| João Borges de Figueiredo          | PL      | 6.943   |            | Macaúbas               | Bahia              |
| Aluísio da Costa Short             | UDN     | 6.817   |            | Salvador               | Bahia              |
| Carlos Aníbal Correia              | PTB     | 5.905   |            | Cachoeira              | Bahia              |
| João de Carvalho Sá                | PSD     | 5.752   |            | Jeremoabo              | Bahia              |
| Augusto Públio Pereira             | PSD     | 5.705   |            | Cachoeira              | Bahia              |
| Orlando Ferreira Spínola           | UDN     | 5.320   |            | Salvador               | Bahia              |
| Tourinho Dantas                    | UDN     | 5.318   |            | Salvador               | Bahia              |
| Reinaldo Martins Moreira           | UDN     | 5.281   |            | Jequié                 | Bahia              |
| André Negreiros Falcão             | PSD     | 5.235   |            | Queimadas              | Bahia              |
| Oswaldo César Rios                 | PSD     | 5.039   |            | Salvador               | Bahia              |
| Osvaldo Ribeiro de Oliveira        | PSD     | 5.010   |            | São Gonçalo dos Campos | Bahia              |
| Ebenézer Gomes Cavalcanti          | UDN     | 4.968   |            | Belém                  | Pará               |
| Francisco Rocha Pires              | UDN     | 4.773   |            | Jacobina               | Bahia              |
| Fernando Jatobá da Silva Teles     | UDN     | 4.698   |            | Senhor do Bonfim       | Bahia              |
| Antônio Nonato Marques             | PSD     | 4.663   |            | Queimadas              | Bahia              |
| João Bião de Cerqueira             | PSD     | 4.646   |            | São Francisco do Conde | Bahia              |
| João Souto Soares                  | PSD     | 4.629   |            | Rio de Contas          | Bahia              |
| Edson Tenório de Albuquerque       | UDN     | 4.600   |            | Atalaia                | Alagoas            |
| Antonino Pedreira de Oliveira      | PSD     | 4.319   |            | São Gonçalo dos Campos | Bahia              |
| Antônio da Silva Fernandes         | PSD     | 4.273   |            | Caculé                 | Bahia              |
| Walfredo Carneiro Gonçalves        | PSD     | 4.262   |            | Senhor do Bonfim       | Bahia              |
| José Medrado Vaz Santos            | UDN     | 4.226   |            | Macaúbas               | Bahia              |
| Ladislau Azevedo Cavalcanti        | PSD     | 4.211   |            | Esplanada              | Bahia              |
| Edgard Agnello Pereira             | PSD     | 4.145   |            | Saúde                  | Bahia              |
| Otávio Augusto Drumond             | PTB     | 4.106   |            | Teixeira de Freitas    | Bahia              |
| Amarílio Benjamin da Silva         | PSD     | 4.017   |            | Castro Alves           | Bahia              |
| Carlos Fernando Souza Dantas       | PSD     | 4.006   |            | Feira de Santana       | Bahia              |
| Oscar Cardoso da Silva             | UDN     | 3.960   |            | Uauá                   | Bahia              |
| Eduardo Bizarria Mamede            | UDN     | 3.944   |            | Fortaleza              | Ceará              |
| Francisco Peixoto Júnior           | PSD     | 3.820   |            | Poções                 | Bahia              |
| Mário Cravo                        | UDN     | 3.814   |            | Salvador               | Bahia              |
| Raymundo de Souza Brito            | UDN     | 3.785   |            | Salvador               | Bahia              |
| Nathan Coutinho                    | UDN     | 3.718   |            | Valença                | Bahia              |
| Antônio Brito da Silva             | PSD     | 3.698   |            | Ribeira do Amparo      | Bahia              |
| Optaciano da Silva Oliveira        | PSD     | 3.671   |            | Inhambupe              | Bahia              |
| Hermógenes Príncipe                | UDN     | 3.640   |            | Salvador               | Bahia              |
| Adão Moreira Bastos                | PSD     | 3.615   |            | Gentio do Ouro         | Bahia              |
| Adenor Souza Soares                | UDN     | 3.612   |            | Feira de Santana       | Bahia              |
| Raimundo Santos                    | UDN     | 3.595   |            | Casa Nova              | Bahia              |
| Nelson de Souza Sampaio            | UDN     | 3.592   |            | Macajuba               | Bahia              |
| Jorge Calmon                       | PL      | 3.586   |            | Salvador               | Bahia              |
| José Pinheiro Cunha                | UDN     | 3.578   |            | Juazeiro               | Bahia              |
| Carlos Costa Pena                  | PSD     | 3.565   |            | Salvador               | Bahia              |
| Benicio de Azevedo Machado         | PSD     | 3.544   |            | Rio Real               | Bahia              |
| Nelson David Ribeiro               | PRP     | 3.519   |            | Camamu                 | Bahia              |
| Antônio Magalhães Fraga            | PR      | 3.251   |            | Santo Antônio de Jesus | Bahia              |
| Wandick Badaró                     | PTB     | 3.172   |            | Ilhéus                 | Bahia              |
| José Adelmário Pinheiro            | PR      | 3.142   |            | Pojuca                 | Bahia              |
| Reinaldo Vicente Sales             | PTB     | 3.035   |            | Barreiras              | Bahia              |
| Américo Lisboa                     | PTB     | 2.941   |            | Salvador               | Bahia              |
| João de Lima Teixeira              | PTB     | 2.879   |            | Santo Amaro            | Bahia              |
| Wilson Lins                        | PR      | 2.665   |            | Pilão Arcado           | Bahia              |
| Nestor Rodrigues Coelho            | PR      | 2.592   |            | Barra do Mendes        | Bahia              |
| Manoel Cícero de Magalhães         | PR      | 2.551   |            | Itabuna                | Bahia              |
| Francisco Ribeiro Júnior           | PTB     | 2.439   |            | Vitória da Conquista   | Bahia              |
| Osvaldo de Castro Paiva            | PTB     | 2.261   |            | Lauro de Freitas       | Bahia              |
| Renato Rollemberg da Cruz Mesquita | PRP     | 2.149   |            | Porto Seguro           | Bahia              |
| Heraldo de Andrade Guerra          | PSB     | 1.268   |            | Cruz das Almas         | Bahia              |